# 科斯拉达
科斯拉达（西班牙語：Coslada；西班牙語發音：[kozˈlaða]），是西班牙马德里自治区的一个市镇。总面积12平方公里，总人口83,011人（2017年），人口密度6860人/平方公里。

## 图集

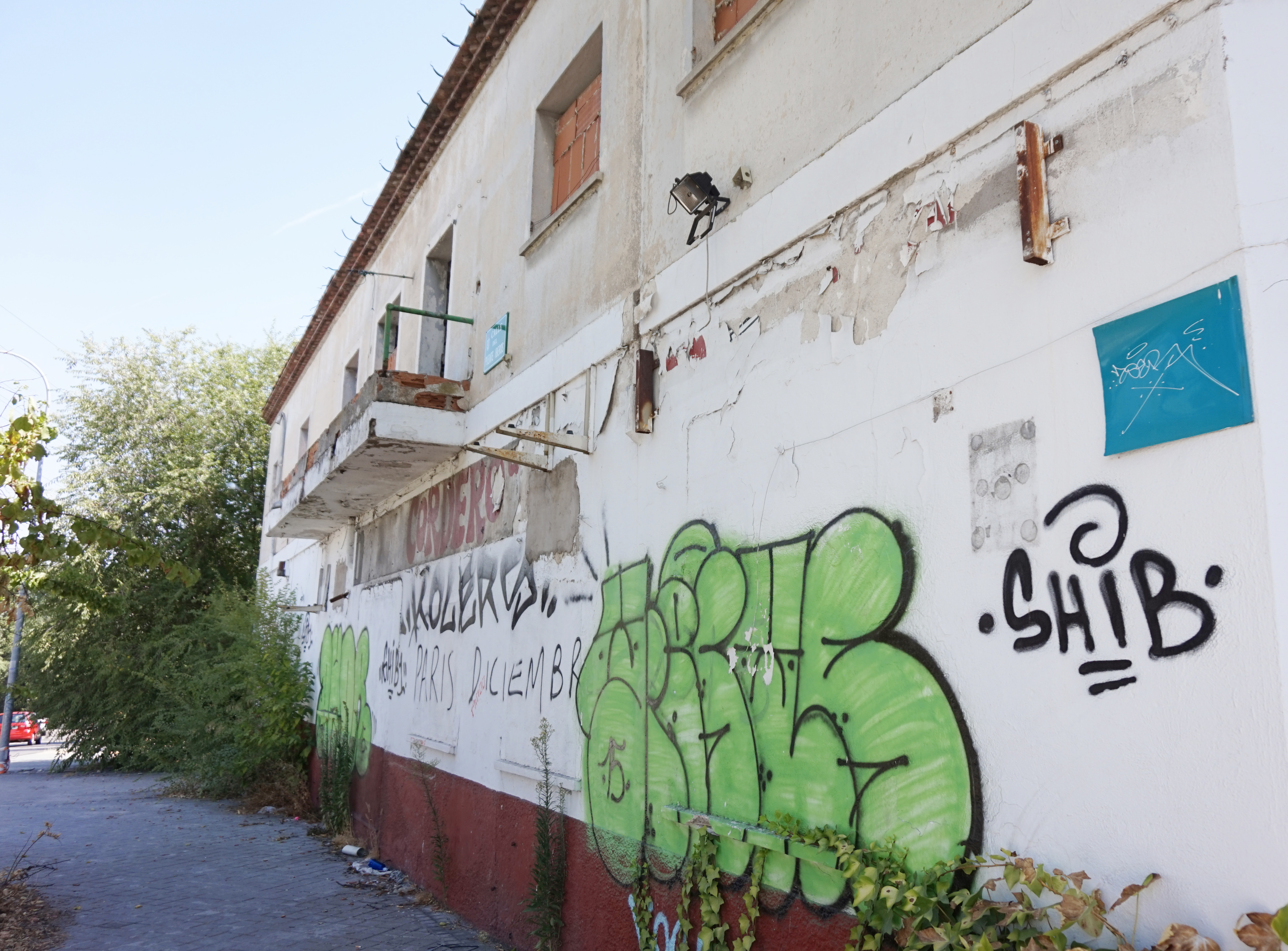
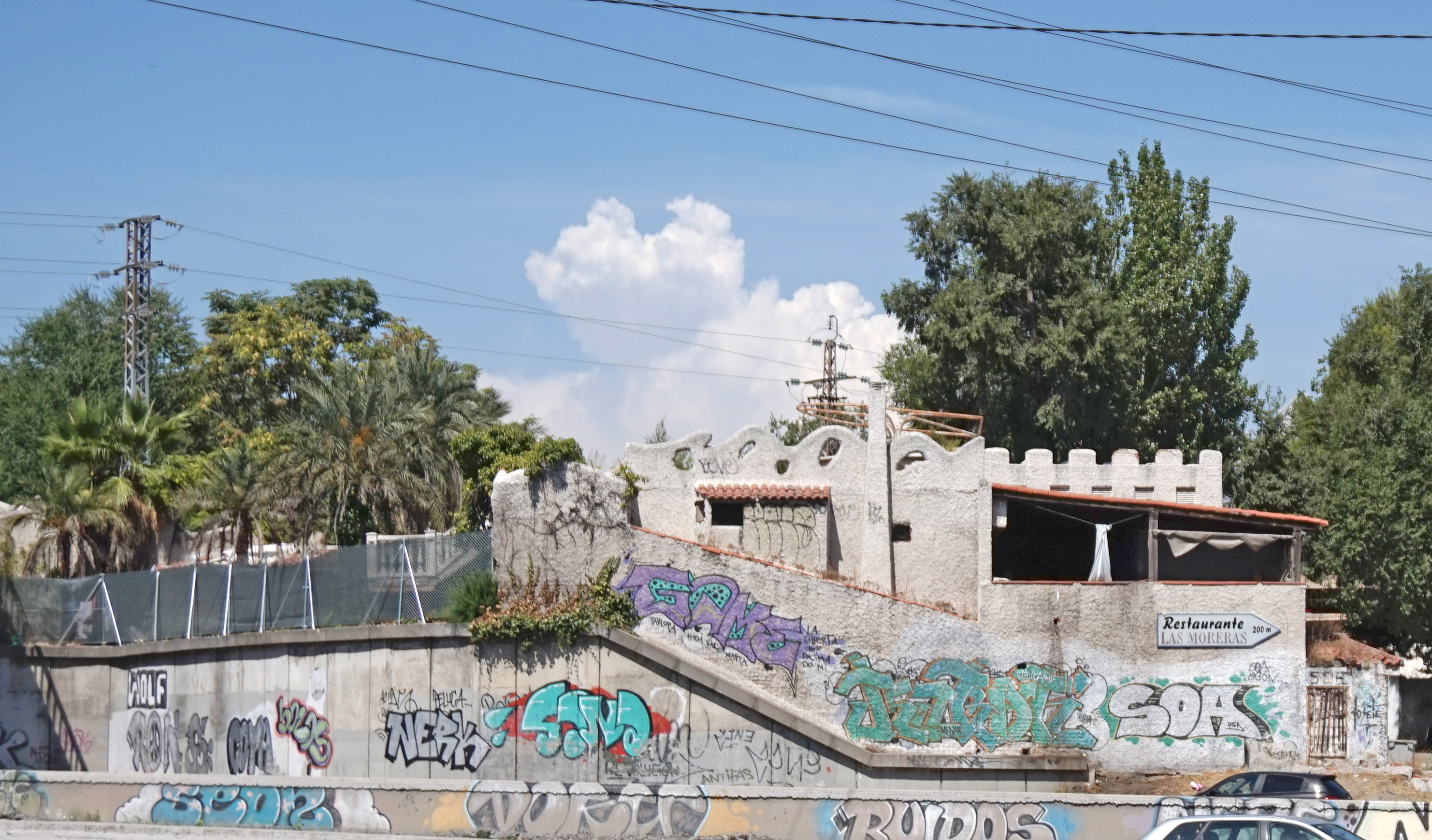
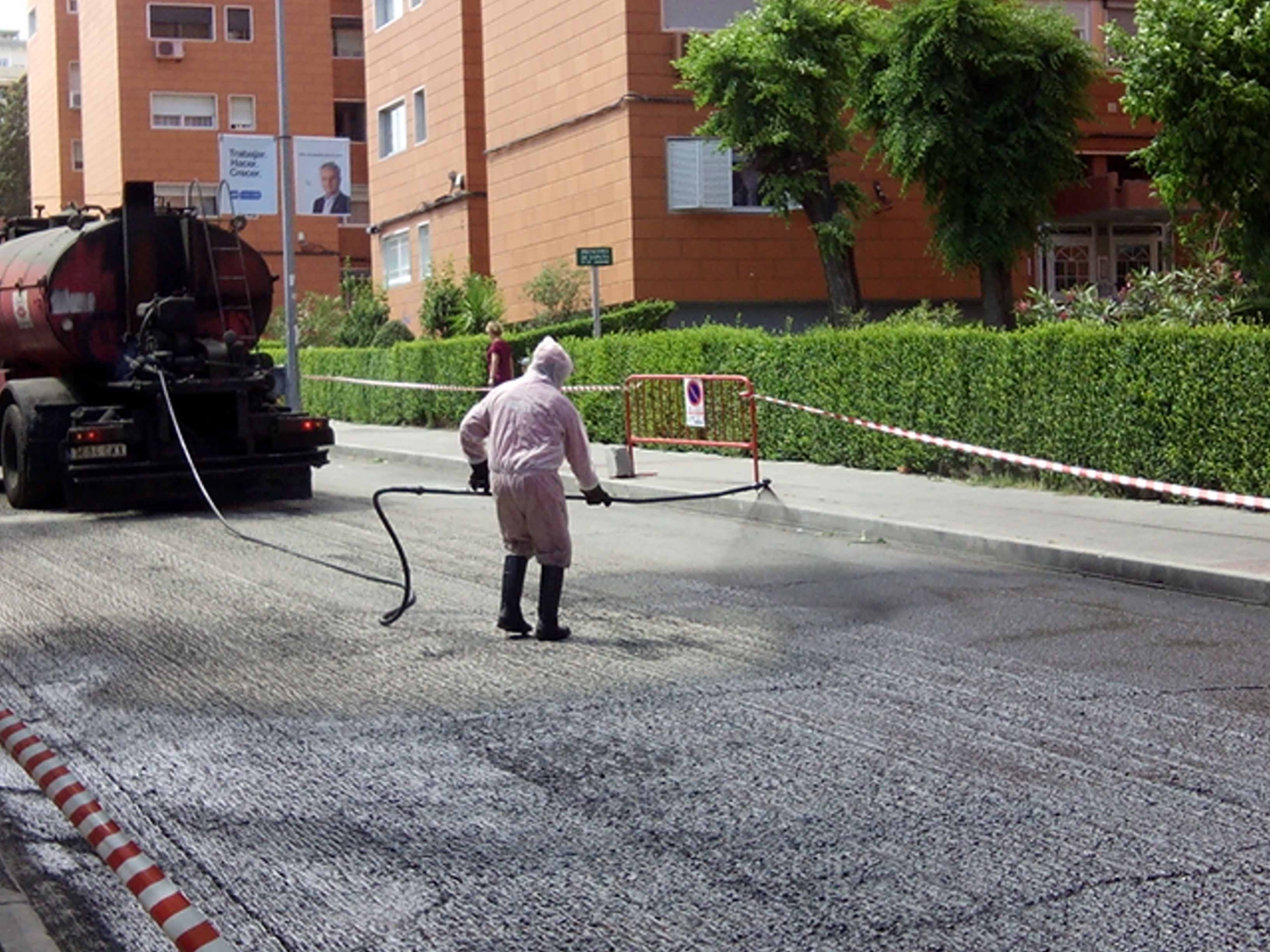
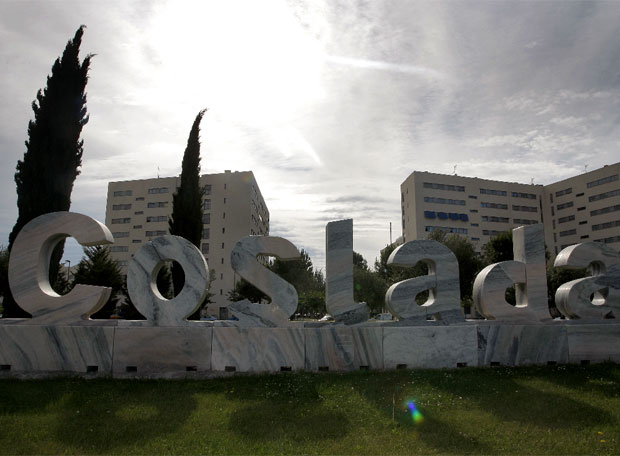

## 人口
科斯拉达自1900年历史人口变化
来源：INE